# Sandwich frites-omelette
Le sandwich frites-omelette est un sandwich typiquement algérien composé d'une demi-baguette de pain fendue, dans laquelle sont placées des frites et une omelette.
Souvent consommé au déjeuner, il constitue l'archétype d'un repas populaire que les étudiants et les travailleurs algériens commandent traditionnellement dans les gargotes, dégustent en pique-nique ou ramènent au bureau. Il est un des sandwichs les plus consommés en Algérie,.

## Variantes

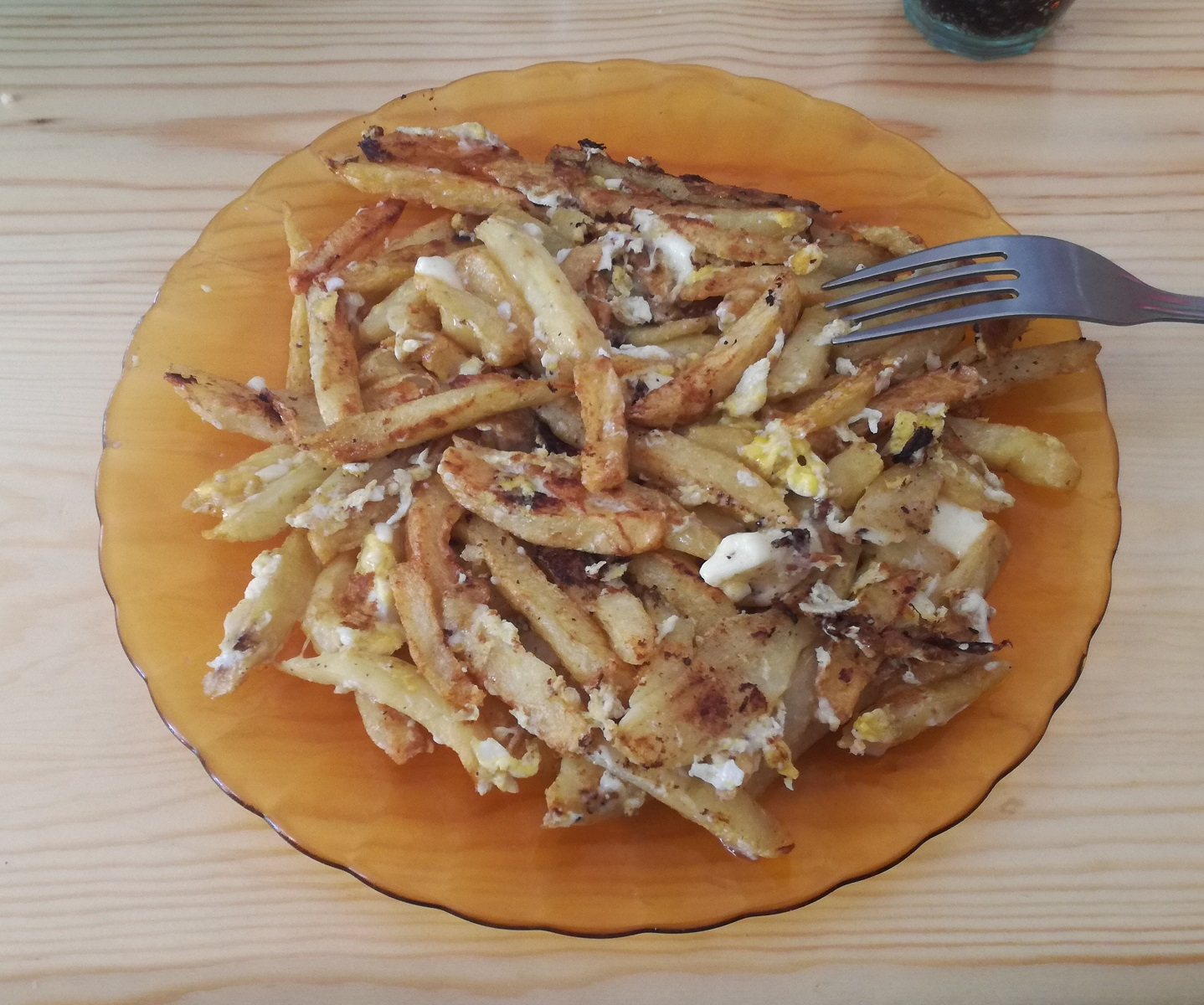
Plat de frites-omelette au fromage.

Le sandwich frites-omelette agrémenté de viande hachée (ou de merguez) est appelé un « complet ».
On peut aussi trouver cette spécialité sous forme de plat.
En 2023, le prix d'un sandwich frites-omelette varie entre 150 et 200 DA.